# Scoparia exterminata
Scoparia exterminata là một loài bướm đêm trong họ Crambidae.